# 墨脱蜓蜥
墨脱蜓蜥（学名：Sphenomorphus courcyanus）为石龙子科蜓蜥属的爬行动物。分布于印度以及中国大陆的西藏等地。该物种的模式产地在西藏。

## 保护
本种于2023年被收录入《有重要生态、科学、社会价值的陆生野生动物名录》。